# Liste des médaillés olympiques en triathlon
Cet article présente la liste des médaillés aux Jeux olympiques en triathlon.

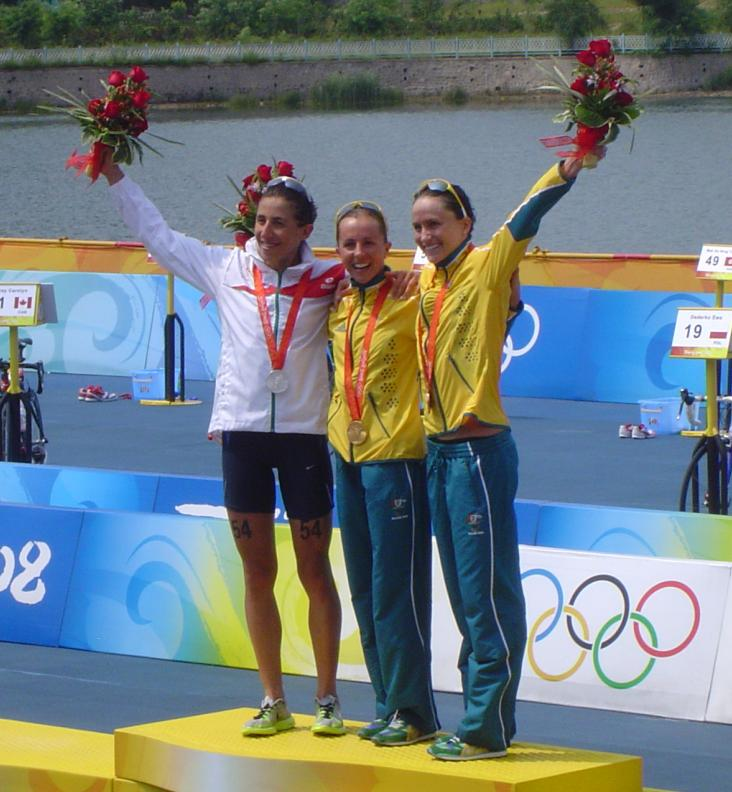
Les médaillées olympiques de Pékin 2008, de gauche à droite : la portugaise Vanessa Fernandes (argent), et les australiennes Emma Snowsill (or) et Emma Moffatt (bronze).

## Compétition masculine
| Édition             | Or                         | Argent                  | Bronze                  |
| ------------------- | -------------------------- | ----------------------- | ----------------------- |
| Sydney 2000         | Simon Whitfield (CAN)      | Stephan Vuckovic (GER)  | Jan Řehula (RTC)        |
| Athènes 2004        | Hamish Carter (NZL)        | Bevan Docherty (NZL)    | Sven Riederer (SUI)     |
| Pékin 2008          | Jan Frodeno (GER)          | Simon Whitfield (CAN)   | Bevan Docherty (NZL)    |
| Londres 2012        | Alistair Brownlee (GBR)    | Javier Gómez (ESP)      | Jonathan Brownlee (GBR) |
| Rio de Janeiro 2016 | Alistair Brownlee (GBR)    | Jonathan Brownlee (GBR) | Henri Schoeman (RSA)    |
| Tokyo 2020,         | Kristian Blummenfelt (NOR) | Alex Yee (GBR)          | Hayden Wilde (NZL)      |
| Paris 2024          | Alex Yee (GBR)             | Hayden Wilde (NZL)      | Léo Bergère (FRA)       |

## Compétition féminine
| Édition             | Or                        | Argent                     | Bronze               |
| ------------------- | ------------------------- | -------------------------- | -------------------- |
| Sydney 2000         | Brigitte McMahon (SUI)    | Michellie Jones (AUS)      | Magali Messmer (SUI) |
| Athènes 2004        | Kate Allen (AUT)          | Loretta Harrop (AUS)       | Susan Williams (USA) |
| Pékin 2008          | Emma Snowsill (AUS)       | Vanessa Fernandes (POR)    | Emma Moffatt (AUS)   |
| Londres 2012        | Nicola Spirig (SUI)       | Lisa Nordén (SWE)          | Erin Densham (AUS)   |
| Rio de Janeiro 2016 | Gwen Jorgensen (USA)      | Nicola Spirig (SUI)        | Vicky Holland (GBR)  |
| Tokyo 2020,         | Flora Duffy (BER)         | Georgia Taylor-Brown (GBR) | Katie Zaferes (USA)  |
| Paris 2024          | Cassandre Beaugrand (FRA) | Julie Derron (SUI)         | Beth Potter (GBR)    |

## Relais mixte
| Édition     | Or                                                                                | Argent                                                              | Bronze                                                                  |
| ----------- | --------------------------------------------------------------------------------- | ------------------------------------------------------------------- | ----------------------------------------------------------------------- |
| Tokyo 2020, | Grande-Bretagne Jessica Learmonth Jonathan Brownlee Georgia Taylor-Brown Alex Yee | États-Unis Katie Zaferes Kevin McDowell Taylor Knibb Morgan Pearson | France Léonie Périault Dorian Coninx Cassandre Beaugrand Vincent Luis   |
| Paris 2024  | Allemagne Tim Hellwig Laura Lindemann Lasse Lührs Lisa Tertsch                    | États-Unis Taylor Knibb Morgan Pearson Seth Rider Taylor Spivey     | Grande-Bretagne Sam Dickinson Beth Potter Georgia Taylor-Brown Alex Yee |